# سوتارو توميزاوا
سوتارو توميزاوا (باليابانية: 富澤 清太郎) (8 يوليو 1982 في طوكيو في اليابان – )؛ هو لاعب كرة قدم ياباني سابق كان يلعب كمدافع.

## وصلات خارجية
- سوتارو توميزاوا على موقع رابطة كرة القدم اليابانية للمحترفين (اليابانية)
- سوتارو توميزاوا على موقع قاعدة بيانات كرة القدم.إي يو (الإنجليزية)
- سوتارو توميزاوا على موقع Soccerway.com (الإنجليزية)
- سوتارو توميزاوا على موقع عالم كرة القدم.نت (الإنجليزية)
- سوتارو توميزاوا على موقع كووورة